# PostGIS

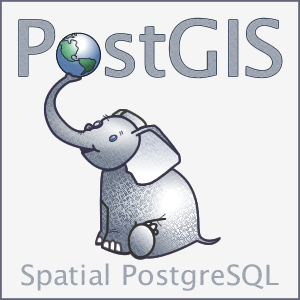
Logo.

O PostGIS é uma extensão espacial gratuita e de código fonte livre. Sua construção é feita sobre o sistema de gerenciamento de banco de dados objeto relacional (SGBDOR) PostgreSQL, que permite o uso de objetos GIS (Sistemas de Informação Geográfica) ser armazenado em banco de dados. PostGIS inclui suporte para índices espaciais GiST e R-Tree, além de funções para análise básica e processamento de objetos GIS.